# أسرار اليوسيس
كانت أسرار إليوسيس (بالإنجليزية: Eleusinian Mysteries)‏ طقوس استسرار (طقوس دخول أو انضمام) تُجرى كل عام في عبادة ديميتر وببيرسيفوني القائمة في إليوسيس في اليونان القديمة. هي «أشهر الشعائر الدينية السرية في اليونان القديمة». كان أساسها عبادة زراعية قديمة، وهناك بعض الأدلة على أنها مستقاة من الممارسات السرية للفترة الموكيانية. مثلت الطقوس أسطورة خطف ملك العالم السفلي هاديس لبيرسيفوني من أمها ديميتر، في دورة لها ثلاث مراحل: الهبوط (الفقد)، والبحث، والصعود، ويُعتبر صعود (άνοδος) بيرسيفوني واجتماع شملها بأمها الموضوع الرئيسي. كان من المهرجانات الكبرى خلال الحقبة الهلنستية، وانتشر لاحقًا ليبلغ روما. ظهرت شعائر دينية مشابهة في المجتمعات الزراعية في الشرق الأدنى وكريت المينوسية.
أُبقيت الشعائر والمراسم والمعتقدات سرية واستمر الحفاظ عليها منذ العصور القديمة. بالنسبة للمُنضمين، رمزت ولادة بيرسيفوني الثانية لأبدية الحياة التي تتدفق من جيل إلى جيل، واعتقدوا أنهم سيحظون بجائزة في الحياة الآخرة. هناك العديد من اللوحات والقطع الشعرية التي تصور جوانب الأسرار المتعددة. لأن الأسرار كانت تتضمن رؤى وشعوذة متعلقة بالحياة الآخرة، اعتقد بعض العلماء أن قوة أسرار إليوسيس وديمومتها، وهي مجموعة ثابتة من الشعائر والمراسم والخبرات التي امتدت على ألفيتين، كان سببها العقارات المهلوسة. يبدو أن اسم قرية إليوسيس من اللغة اليونانية الأولية ومن المرجح أنه نظير مقترن بإليسيون والإلهة آيليثيا.

## اصطلاحًا
كان أسرار إليوسيس (باليونانية: Ἐλευσίνια Μυστήρια) اسم أسرار مدينة إليوسيس.
اسم مدينة إليوسيس من اللغة اليونانية الأولية، وربما يكون متعلقًا بالإلهة آيليثيا. اسمها Ἐλυσία (إليسيا) في لاكونيا وميسيني، ما قد يربطها بشهر إليوسينيوس وإليوسيس، لكن هذا محط جدل.
إن الكلمة اليونانية العتيقة «mystery» (μυστήριον) تعني «سر أو طقس سري» وربما تكون متعلقة بالفعل mueō (μυέω)، ما يعني الدخول في الأسرار، والكلمة mustēs (μύστης)، التي تعني الشخص المُنضم. تعني كلمة mustikós (μυστικός) «ذو صلة بالأسرار»، أو «خاص، سري» (كما في اليونان الحديثة).

## ديميتر وبيرسيفوني
الأسرار متعلقة بأسطورة تخص ديميتر، إلهة الزراعة والخصوبة كما ذُكر في أحد ترتيلات هوميروس (650 ق.م تقريبًا). وفقًا للترتيلة، كُلفت بيرسيفوني ابنة ديميتر (يُشار إليها أيضًا باسم كوري، «العذراء») بمهمة رسم كل زهور الأرض. قبل إتمام مهمتها، احتجزها هاديس، إله العالم السفلي الذي أخذها إلى مملكته هناك. بحثت ديميتر المضطربة في كل مكان عن ابنتها. بسبب كدرها، وفي محاولة لحمل زيوس على السماح بعودة ابنتها، سببت قحطًا مروعًا عانى الناس فيه وأصابتهم المجاعة، ما حرم الآلهة من الأضحيات والعبادات. نتيجة لذلك، رقّ زيوس وسمح لبيرسيفوني بالعودة إلى أمها. 
وفقًا للأسطورة، سافرت ديميتر خلال بحثها مسافات طويلة وخاضت العديد من المغامرات الصغيرة على طول الطريق. علّمت في أحدها تريبتوليموس أسرار الزراعة. في نهاية المطاف، بالتشاور مع زيوس، اجتمع شمل ديميتر بابنتها وعادت الأرض إلى خضرتها وعطائها الآنفين: الربيع الأول.
أجبر زيوس، بضغط صرخات الجياع وبقية الآلهة التي سمعت عذاباتهم أيضًا، هاديس على إعادة بيرسيفوني. مع ذلك، كان حُكم ربات القدر (مويراي) أن أيًا كان من استهلك الطعام والشراب في العالم السفلي محكوم عليه قضاء الأبدية هناك. قبل أن تُسلم بيرسيفوني لهيرميز، الذي كان مُرسلًا لاسترجاعها، احتال هاديس عليها وجعلها تأكل بذور الرمان، (إما ست أو أربع بذور وفق الحكاية) ما أجبرها على العودة إلى العالم السفلي بعض الأشهر كل سنة. كانت ملزمة على البقاء مع هاديس ستة أو أربعة أشهر (شهر للبذرة) وعلى العيش مع أمها فوق الأرض بقية السنة. جعل هذا الأمر ديميتر تعيسة لفترة طويلة من السنة نتيجة غياب بيرسيفوني، تهمل فيها إنبات نبات الأرض. وعندما تعود بيرسيفوني إلى سطح الأرض، تسعدُ ديميتر وتولي الأرض اهتمامها مجددًا.
في المستند الرئيسي المؤسس للسر، ترتيلة ديميتر الهوميرية، السطر 415، يُقال إن بيرسيفوني كانت تمضي الشتاء في هاديس وتعود في ربيع السنة: «كان هذا يوم [عودة بيرسيفوني]، عند طلعة موسم الربيع الوافر». يوافق هذا تغير الفصول في منطقة البحر المتوسط. كما يعرف كل مزارع متوسطيّ، الطبيعة بين نوفمبر وفبراير خاملة بصورة أساسية.
ترمز ولادة بيرسيفوني الثانية إلى تجدد كل حياة النباتات كلها وإلى الحياة الأبدية المتدفقة بين الأجيال التي تطلَع من بعضها. 
مع ذلك، اقترح أحد الباحثين نسخة مختلفة، وفق هذه النسخة، تتوافق الأشهر الأربعة التي تقضيها بيرسيفوني عند هاديس مع الصيف اليوناني الجاف، وهي فترة تكون النباتات فيها مهددة بالجدب. هذه النسخة، رغم ذلك، لا تتوافق مع وفرة الفاكهة في صيف المناطق المتوسطية وحقيقة انعدام النمو في الشتاء.

## أسرار

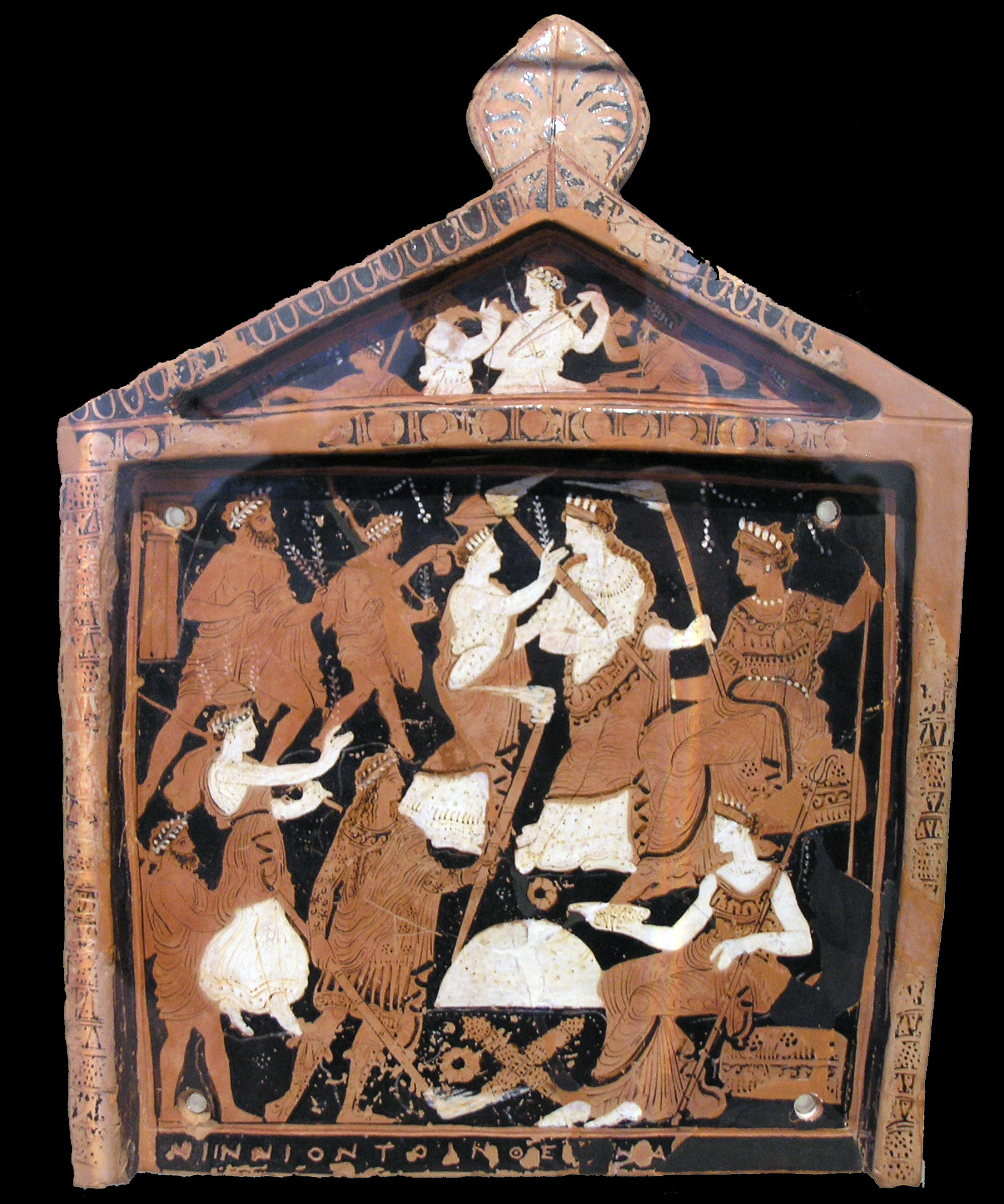
لوح طيني مكرس في القرن الرابع قبل الميلاد يصور سر إليوسيس. المتحف الأثري الوطني في أثينا

يُعتقد أن أسرار إليوسيس بالغة في القدم. تقترح بعض المكتشفات في معبد إليوسينيون في أتيكا أن أساسها عبادة زراعية عتيقة. يبدو أن بعض ممارسات الأسرار مستلهمة من الممارسات الدينية خاصة فترة موكناي فهي بالتالي سابقة للعصور المظلمة اليونانية. أظهرت التنقيبات أن مبنًى سريًا كان موجودًا تحت التيليستيريون في فترة موكناي، وبدا أن عبادة ديميتر في الأصل كانت سرية. قصر الملك كيلوس مذكور في الترتيلة الهوميرية. 
كان أحد التوجهات الفكرية للباحثين المعاصرين أن غاية الأسرار «الارتقاء بالإنسان من مصافي البشر إلى مصافي الآلهة وضمان خلاصه بجعله إلهًا ومنحه بهذا الخلود». أظهرت الدراسة المقارنة وجود توازيات بين هذه الشعائر اليونانية وأنظمة مشابهة – بعض منها أقدم – في الشرق الأدنى. من بين العبادات الشبيهة أسرار إيزيس وأوزوريس في مصر، وعبادات أدونيس السورية، والأسرار الفارسية، وأسرار كابيري الفريجيّة.
جادل بعض الباحثون في أن عبادة إليوسيس كانت استمرارًا للعبادة المينوسية، وأن ديميتر كانت إلهة خشخاش أحضرت الخشخاش من كريت إلى إليوسيس. يمكن تحصيل بعض المعلومات المفيدة من الفترة الموكيانية من دراسة عبادة ديسبوينا، (الإلهة السلف لبيرسيفوني)، وعبادة آيليثيا التي كان إلهة الولادة. ميغارون ديسبوينا في ليكوسورا يشبه تيليستيريون إليوسيس إلى حد ما، وديميتر قد اجتمعت ببوسيدون، وحملت بفتاة، ديسبوينا التي لا يمكن تسميتها (العشيقة). في كهف أمنيسوس في كريت، الإلهة آيليثيا مرتبطة بولادة الطفل الإلهي السنوية، وهي على صلة بإنسيداون (هزّاز الأرض)، وهو الجانب الأُخروي من بوسيدون. 
توجد في نقوشات إليوسيس إشارة إلى «الإلهة» مرافقة للإله الزراعي تريبتوليموس (غالبًا ابن غايا وأوقيانوس)، وإشارة إلى «الإله والإلهة» (بيرسيفوني وبلوتون) يرافقها يوبوليوس الذي يرجح أنه قاد طريق العودة من العالم السفلي. مُثلت الأسطورة بدورة متألفة من ثلاث مراحل: «الهبوط»، و «البحث»، و «الصعود» (باليونانية «anodos») مع مشاعر متناقضة من الأسى إلى البهجة التي تثير النشوة في المنضم إلى الأسرار. الموضوع الرئيسي كان صعود بيرسيفوني واجتماع شملها بأمها ديميتر. في بداية الوليمة، كان الكهنة يملؤون وعاءَين خاصين ثم يسكبونهما، واحد ناحية الغرب والآخر ناحية الشرق. ثم يصرخ الناس الذين ينظرون إلى كلا السماء والأرض بسجع سحري «مطر وحمل». في أحد الشعائر، يبدأ طفل من الموقد (النار الإلهية). يظهر الاسم pais  (طفل) في النقوش الموكيانية، كانت هذه شعيرة «الطفل الإلهي» الذي كان في الأصل بلوتوس. تتصل الشعيرة في الترتيلة الهوميرية بأسطورة الإله الزراعي تريبتوليموس. نجت طبيعة الإلهة في الأسرار حيث لُفظت الكلمات التالية: «حملت بوتنيا القديرة ولدًا عظيمًا». بوتنيا (بالنظام الخطي بي po-ti-ni-ja : السيدة أو العشيقة)، هو لقب موكياني أُطلق على الإلهات. وقد يكون ترجمة لقب مشابه ما من أصل يوناني أوليّ. ذروة الاحتفال كانت «سُنبلة قمح تُقسم في صمت»، ما يمثل قوة الحياة الجديدة. لم تكن فكرة الخلود موجودة في الأسرار في البداية، لكن المنضمين اعتقدوا أنهم سيحظون بحياة أفضل في العالم السفلي. بقي الموت واقعًا، لكن في الوقت نفسه بداية جديدة مثل النباتات التي تنمو من البذار المدفونة. 
ثمة تصوير من قصر فيستوس القديم قريب جدًا من صورة صعود «anodos» بيرسيفوني. آلهة عديمة الأطراف تنمو من الأرض ويتحول رأسها إلى زهرة ضخمة.